# Trà Tây
Trà Tây là một xã thuộc huyện Trà Bồng, tỉnh Quảng Ngãi, Việt Nam.

## Địa lý
Xã Trà Tây nằm ở phía nam huyện Trà Bồng, có vị trí địa lý:
- Phía đông giáp xã Trà Bùi
- Phía tây giáp xã Trà Xinh
- Phía nam giáp huyện Sơn Hà
- Phía bắc giáp xã Hương Trà và xã Trà Phong.

Xã Trà Tây có diện tích 69,53 km², dân số năm 2019 là 2.689 người, mật độ dân số đạt 39 người/km².

## Lịch sử
Xã Trà Tây cũ
Sau năm 1975, Trà Tây là một xã thuộc huyện Trà Bồng.
Ngày 20 tháng 4 năm 1978, sáp nhập ba xã Trà Tây, Trà Xinh, Trà Trung vào xã Trà Thọ.
Xã Trà Tây mới
Địa bàn xã Trà Tây hiện nay trước đây vốn là hai xã Trà Thọ và Trà Trung thuộc huyện Trà Bồng.
Ngày 1 tháng 12 năm 2003, Chính phủ ban hành Nghị định số 145/2003/NĐ-CP. Theo đó, tách 9 xã phía tây huyện Trà Bồng để thành lập huyện Tây Trà, các xã Trà Thọ và Trà Trung thuộc huyện Tây Trà.
Trước khi sáp nhập, xã Trà Thọ có diện tích 49,53 km², dân số là 2.075 người, mật độ dân số đạt 42 người/km². Xã Trà Trung có diện tích 20,00 km², dân số là 614 người, mật độ dân số đạt 31 người/km².
Ngày 10 tháng 1 năm 2020, Ủy ban Thường vụ Quốc hội ban hành Nghị quyết số 867/NQ-UBTVQH14 về việc sắp xếp các đơn vị hành chính cấp huyện, cấp xã thuộc tỉnh Quảng Ngãi (nghị quyết có hiệu lực từ ngày 1 tháng 2 năm 2020). Theo đó, sáp nhập toàn bộ diện tích và dân số của huyện Tây Trà trở lại huyện Trà Bồng. Đồng thời, sáp nhập toàn bộ diện tích và dân số của hai xã Trà Trung và Trà Thọ thành xã Trà Tây thuộc huyện Trà Bồng.